# Hongkong op de Olympische Zomerspelen 2016
Hongkong nam deel aan de Olympische Zomerspelen 2016 in Rio de Janeiro, Brazilië. De selectie bestond uit 37 atleten, actief in negen verschillende sporten. Estafettezwemster Stephanie Au droeg de Hongkongse vlag tijdens de openingsceremonie. Gedurende de sluitingsceremonie droeg Chun Hing Chan de vlag; hij werd 32e in de mountainbikewedstrijd. 

## Deelnemers en resultaten
(m) = mannen, (v) = vrouwen 

### Atletiek
| Olympiër      | Discipline      | Resultaat | Prestatie                           |
| ------------- | --------------- | --------- | ----------------------------------- |
| Chan Ming Tai | verspringen (m) | 17e       | kwalificatie groep B: 7de met 7,79m |
|               |                 |           |                                     |
| Yiu Kit Ching | marathon (v)    | 39e       | 2:36.11 (NR)                        |

### Badminton
| Olympiër                   | Discipline     | Resultaat | Prestatie |
| -------------------------- | -------------- | --------- | --- |
| Hu Yun                     | enkelspel (m)  | 9e        | groep D: 1ste W van BRU Woon: 21–16, 21–15 W van ESP Abian: 21–18, 21–19 2de ronde: V van TPE Chou: 10–21, 13–21                     |
| Ng Ka Long                 | enkelspel (m)  | 9e        | groep M: 1ste W van CAN Giuffre: 21–11, 21–14 W van POR Martins: 21–17, 21–18 2de ronde: V van KOR Son: 21–23, 17–21                 |
|                            |                |           | |
| Yip Pui Yin                | enkelspel (v)  | 14e       | groep L: 3de V van EST Tolmoff: 21–5, 13–21, 19–21 V van THA Intanon: 18–21, 12–21                                                   |
| Poon Lok Yan Tse Ying Suet | dubbelspel (v) | 9e        | groep C: 4de V van IND Maheswari/Polii: 9–21, 11–21 V van MAS Hoo/Woon: 15–21, 13–21 V van GBR Olver/Smith: 17–21, 21–18, 16–21      |
|                            |                |           | |
| Lee Chun Hei Chau Hoi Wah  | dubbelspel (g) | 9e        | groep A: 3de V van IND Jordan/Susanto: 12–21, 21–19, 15–21 V van CHN Zhang/Zhang: 16–21, 15–21 W van GER Fuchs/Michels: 21–17, 21–14 |

### Golf
| Olympiër     | Discipline | Resultaat | Prestatie           |
| ------------ | ---------- | --------- | ------------------- |
| Tiffany Chan | vrouwen    | 37e       | 288 punten (par +4) |

### Roeien
| Olympiër                     | Discipline             | Resultaat | Prestatie |
| ---------------------------- | ---------------------- | --------- | --- |
| Chiu Hin Chun Tang Chiu Mang | lichte dubbel-twee (m) | 19e       | serie 2: 5de in 6.45,05 herkansingen: 6de in 7.22,05 ) halve finale C/D: 4de in 7.33,47 finale D: 1ste in 6.57,95 |
|                              |                        |           | |
| Lee Ka Man Lee Yuen Yin      | lichte dubbel-twee (v) | 16e       | serie 4: 5de in 7.29,87 herkansingen: 6de in 8.20,96 halve finale C/D: 2de in 8.14,17 finale C: 4de in 7.46,85    |

### Schermen
| Olympiër       | Discipline | Resultaat | Prestatie                                                                                  |
| -------------- | ---------- | --------- | ------------------------------------------------------------------------------------------ |
| Cheung Ka Long | floret (m) | 9e        | 1ste ronde: vrij 2de ronde: W van KOR Heo: 15–8 3de ronde: V van BRA Toldo: 10–15          |
|                |            |           |                                                                                            |
| Vivian Kong    | degen (v)  | 9e        | 1ste ronde: vrij 2de ronde: W van RUS Sjoetova: 10–15 3de ronde: V van ITA Fiamingo: 11-15 |
| Lin Po Heung   | floret (v) | 17e       | 1ste ronde: vrij 2de ronde: V van ITA Di Francisca: 8–15                                   |

### Tafeltennis
| Olympiër                             | Discipline    | Resultaat | Prestatie |
| ------------------------------------ | ------------- | --------- | --- |
| Tang Peng                            | enkelspel (m) | 17e       | voorronde: vrij 1ste ronde: vrij 2de ronde: vrij 3de ronde: V van BRA Calderano: 2-4 (11–8, 12–14, 7–11, 11–4, 10–12, 11–7)                                                         |
| Wong Chun-ting                       | enkelspel (m) | 9e        | voorronde: vrij 1ste ronde: vrij 2de ronde: vrij 3de ronde: W van CAN Wang: 4-0 (11–9, 11–8, 11–5, 11–9) 4de ronde: V van JPN Niwa: 3-4 (11–6, 6–11, 11–8, 11–5, 10–12, 4–11, 8–11) |
| Ho Kwan-kit Tang Peng Wong Chun-ting | team (m)      | 5e        | 1ste ronde: W van Australië: 3–0 kwartfinale: V van Japan: 1–3 |
|                                      |               |           | |
| Doo Hoi Kem                          | enkelspel (v) | 9e        | voorronde: vrij 1ste ronde: vrij 2de ronde: vrij 3de ronde: W van HUN Póta: 4-2 (8–11, 9–11, 14–12, 11–8, 11–9, 11–8) 4de ronde: V van CHN Ding: 0-4 (3–11, 5–11, 4–11, 4–11)       |
| Lee Ho Ching                         | enkelspel (v) | 17e       | voorronde: vrij 1ste ronde: vrij 2de ronde: vrij 3de ronde: W van UKR Bilenko: 4-1 (11–8, 12–10, 9–11, 13–11, 11–6) 4de ronde: V van CHN Li: 0-4 (5–11, 6–11, 4–11, 4–11)           |
| Doo Hoi Kem Lee Ho Ching Tie Yana    | team (v)      | 5e        | 1ste ronde: W van Chinees Taipei: 3–1 kwartfinale: V van Duitsland: 1–3 |

### Wielersport
| Olympiër        | Discipline       | Resultaat | Prestatie |
| Baan            | Baan             | Baan      | Baan |
| --------------- | ---------------- | --------- | --- |
| Leung Chun Wing | omnium (m)       | 11e       | 105 punten |
|                 |                  |           | |
| Wai Sze Lee     | sprint (v)       | 6e        | kwalificatie: 3de in 10,800 1ste ronde: W van FRA Cueff: 11,355 2de ronde: W van AUS Meares: 11,551 kwartfinale: V van GER Vogel: 0-2 5-8ste plek: 2de |
| Wai Sze Lee     | keirin (v)       | 7e        | 1ste ronde: 1ste 2de ronde: niet gefinisht |
| Diao Xiao Juan  | omnium (v)       | 12e       | 100 punten |
| Mountainbike    |                  |           | |
| Chan Chun Hing  | mannen           | 32e       | 1:44.41 |
| Weg             |                  |           | |
| Cheung King Lok | wegwedstrijd (m) | DNF       | DNF |

### Zeilen
| Olympiër                 | Discipline | Resultaat | Prestatie                                        |
| ------------------------ | ---------- | --------- | ------------------------------------------------ |
| Chun Leung Michael Cheng | RS:X (m)   | 8e        | 126 punten: (3-6-11-5-6-16-9-13-13-21-17-26-6)   |
|                          |            |           |                                                  |
| Sin Lam Sonia Lo         | RS:X (v)   | 17e       | 157 punten: (15-15-15-16-19-22-11-17-17-7-12-13) |

### Zwemmen
| Olympiër                                              | Discipline            | Resultaat | Prestatie                                                    |
| ----------------------------------------------------- | --------------------- | --------- | ------------------------------------------------------------ |
| Geoffrey Cheah                                        | 50m vrije slag (m)    | 32e       | serie 6: 1ste in 22,46                                       |
|                                                       |                       |           |                                                              |
| Camille Cheng                                         | 50m vrije slag (v)    | 44e       | serie 7: 6de in 25,92                                        |
| Camille Cheng                                         | 100m vrije slag (v)   | 24e       | serie 3: 3de in 54,92                                        |
| Camille Cheng                                         | 200m vrije slag (v)   | 29e       | serie 3: 6de in 1.59,71                                      |
| Siobhan Haughey                                       | 200m vrije slag (v)   | 13e       | serie 3: 1ste in 1.56,91 (NR) halve finale 2: 6de in 1.57,56 |
| Claudia Lau                                           | 100m rugslag (v)      | 19e       | serie 2: 1ste in 1.01,27                                     |
| Claudia Lau                                           | 200m rugslag (v)      | 18e       | serie 4: 6de in 2.10,94)                                     |
| Yvette Kong                                           | 100m schoolslag (v)   | 32e       | serie 3: 7de in 1.09,56                                      |
| Yvette Kong                                           | 200m schoolslag (v)   | DNS       | DNS                                                          |
| Siobhan Haughey                                       | 200m wisselslag (v)   | DNS       | DNS                                                          |
| Stephanie Au VO Camille Cheng Yvette Kong Sze Hang Yu | 4x100m wisselslag (v) | 14e       | serie 1: 8ste in 4.03,85                                     |